# フョードル・クドリャショフ
フョードル・ヴァシリエヴィチ・クドリャショフ（ロシア語: Фёдор Васильевич Кудряшов, ラテン文字転写: Fyodor Vasil'evich Kudryashov, 1987年4月5日 - ）は、ロシア・イルクーツク州ママカン出身の元サッカー選手。元ロシア代表。現役時代のポジションはDF。

## 経歴

### クラブ
1987年、ロシア・イルクーツク州の小さな村ママカンにて生まれた。9歳の頃にイルクーツク州の主要都市であるブラーツクに移住し、父親から地元のFCシビリャーク・ブラーツクというサッカークラブに入るよう薦められ入団した。クラブでのポジションは左サイドバックであった。
2003年、ロシア・セカンドディビジョン(実質3部)にてキャリアを始め、2004年7月28日、チカロヴェツ-1936との試合でキャリア初となる得点を決めた。クラスノダールで開かれた大会ではシベリア代表に選出され、トーナメント制の大会で優勝を果たした。試合後に大会を視察していた当時FCスパルタク・モスクワのスカウトであるセルゲイ・ショロフから話を持ちかけられ、約1ヵ月後にモスクワで契約。2005年3月、移籍金3万ドルでスパルタク・モスクワへ移籍した。
スパルタクでは1年間トレーニングに励み、2006年11月26日、ロシア・プレミアリーグの最終節のクリリヤ・ソヴェトフ・サマーラ戦でデビューをした。
2007年は第2節のFCアムカル・ペルミ戦から出場し、そこから4試合にフル出場するなどアグレッシブな活動をしたが、6月22日の第7節のサトゥルン・ラメンスコーエ戦では、66分にサイドを駆け上がる途中でガーナ人DFのイリアス・シラの頭に顔が接触してピッチに倒れ負傷した。その後、病院に運ばれ鼻の骨折と脳震盪という診断が下された。怪我をさせた側のシラは病院を訪問。悪意がなかった趣旨を伝え謝罪をし、クドリャショフはその謝罪を受け入れた。この怪我によりそのシーズンは棒に振ることになった。
2008年に怪我から回復したものの、その年に入団してきたマリク・ファティにポジションを奪われ出場は1試合にとどまる。出場機会を求めてシーズン途中にFCヒムキにレンタル移籍をし、ヒムキではレギュラーとして出場をした。
2009シーズン序盤では足の怪我などもあり、トップチームでの試合に出場する機会は無くユースチームでプレーをしたが、シーズン終盤には7試合中6試合にフル出場をするなどレギュラーとしてプレーをした。
2010シーズンの序盤はレギュラーとして出場。2010年8月26日、FCトム・トムスクにレンタル移籍をした。
2011年8月29日、FCクラスノダールに買い取りオプションつきのレンタル移籍をした。
2016年1月15日、FCロストフに3年契約で移籍した。

## 代表歴

### 出場大会
- ロシア代表
  - 2018 FIFAワールドカップ

### 試合数
- 国際Aマッチ 48試合 1得点（2016年-2021年）[14]

| ロシア代表 | 国際Aマッチ | 国際Aマッチ |
| 年         | 出場        | 得点        |
| ---------- | ----------- | ----------- |
| 2016       | 4           | 0           |
| 2017       | 11          | 0           |
| 2018       | 11          | 0           |
| 2019       | 9           | 1           |
| 2020       | 6           | 0           |
| 2021       | 7           | 0           |
| 通算       | 48          | 1           |